# Покровители на Европа
Покровители на Европа са християнски светци, които се почитат в традицията на Римокатолическата църква като небесни покровители и застъпници пред Бога на цяла Европа.
За покровители на Европа са провъзгласени 6 светци:
- Свети Бенедикт Нурсийски, провъзгласен за Покровител на Европа от папа Павел VI с апостолическото писмо Pacis Nuntius от 24 октомври 1964 г.
- Свети свети Кирил и Методий, провъзгласени за Съпокровители на Европа от папа Йоан Павел II, с апостолическо писмо Egregiae Virtutis от 30 декември 1980 г.
- Света Катерина Сиенска, провъзгласена за Съпокровител на Европа от папа Йоан Павел II, с писмо motu proprio Spes Aedificandi от 1 октомври 1999 г.
- Света Бригита, провъзгласена за Съпокровител на Европа от папа Йоан Павел II, с писмо motu proprio Spes Aedificandi от 1 октомври 1999 г.
- Света Тереза Бенедикта де ла Крус, провъзгласена за Съпокровител на Европа от папа Йоан Павел II, с писмо motu proprio Spes Aedificandi от 1 октомври 1999 г.